# 아세트산 칼륨
아세트산 칼륨(영어: potassium acetate), 에탄산 칼륨(영어: potassium ethanoate) 또는 초산 칼륨(CH3COOK)은 아세트산의 칼륨염이다. 실온에서 흡습성 고체이다.

## 제조
수산화 칼륨이나 탄산 칼륨과 같은 칼륨 함유 염기를 아세트산으로 처리하여 제조할 수 있다.
CH3COOH + KOH → CH3COOK + H2O
이러한 종류의 반응을 산-염기 중화 반응이라고 한다.
수용액(CH3COOK·1½H2O)의 세스키수화물은 41.3 °C에서 반수화물을 형성하기 시작한다.

## 같이 보기
- 아세트산
- 칼륨

1. 1 2 3 4 5  “Potassium acetate”.
2. ↑  Seidell, Atherton; Linke, William F. (1952). 《Solubilities of Inorganic and Organic Compounds》. Van Nostrand.
3. 1 2  Acetic acid, potassium salt in Linstrom, Peter J.; Mallard, William G. (eds.); NIST Chemistry WebBook, NIST Standard Reference Database Number 69, National Institute of Standards and Technology, Gaithersburg (MD), http://webbook.nist.gov (retrieved 2014-05-18)
4. ↑  http://chem.sis.nlm.nih.gov/chemidplus/rn/127-08-2 [깨진 링크]